# Roberto Pérez Mendez
Roberto Pérez Mendez (San Ignacio de Velasco, 17 de abril de 1960-20 de febrero de 2024) fue un futbolista boliviano. Se desempeñaba como lateral izquierdo.
Era un defensor de buena envergadura, con poderoso remate de larga distancia; de hecho, la mayor parte de sus goles los convirtió desde fuera del área, y los tiros libres eran su especialidad.

## Selección nacional
En total Pérez disputó un total de 16 partidos internacionales oficiales con la Selección Boliviana en el periodo 1983-1993. Por competiciones oficiales, disputó en 2 ediciones de la  Copa América 1983 sin sede fija y la Copa América Ecuador 1993 .

## Clubes
| Club              | País    | Año         |
| ----------------- | ------- | ----------- |
| Real Santa Cruz   | Bolivia | 1978 - 1982 |
| Guabirá           | Bolivia | 1983        |
| Real Santa Cruz   | Bolivia | 1984        |
| Bolívar           | Bolivia | 1985 - 1986 |
| Destroyers        | Bolivia | 1987 - 1988 |
| Blooming          | Bolivia | 1989        |
| San José          | Bolivia | 1990 - 1991 |
| Bolívar           | Bolivia | 1992        |
| San José          | Bolivia | 1993 - 1994 |
| Oriente Petrolero | Bolivia | 1995 - 1997 |

## Palmarés

### Títulos nacionales
| Título           | Club    | País    | Año  |
| ---------------- | ------- | ------- | ---- |
| Primera División | Bolívar | Bolivia | 1985 |
| Primera División | Bolívar | Bolivia | 1992 |